# Gubadag
Gubadag est une ville située au Turkménistan. Elle est la capitale du district de Gubadag, dans la province de Daşoguz.
Gubadag est connue pour sa tourte à la viande ronde appelée fitchi (fitçi en turkmène et фитчи en russe).